# Calan Williams
Calan Williams (Perth, 30 giugno 2000) è un pilota automobilistico australiano, dopo una carriera nelle formule minori nel 2023 è passato alle corse con vetture di Gran Turismo.

## Carriera

### Inizi in monoposto
Nel 2015 Williams debutta in monoposto, correndo nel campionato australiano della Formula Ford. Nel suo primo anno conquista tre podi e una pole position in nove gare disputate. L'anno successivo partecipa alla sua prima stagione completa nella Formula Ford, dopo un inizio complicato l'australiano vince le ultime cinque gare, rimontando in classifica e chiudendo secondo in campionato.
Nel 2017 gareggia nella Premier Series di Formula 3 australiana con il team Gilmour Racing. Il pilota australiano conquista 16 podi tra i quali 11 vittorie che lo portano a vincere il campionato. Durante la serie, ha stabilito il record assoluto sul giro al Morgan Park Raceway, con un tempo sul giro di 1:07.948.
Nel 2018 lascia l'Australia per correre in Europa, per due anni corre nel campionato Euroformula Open con il team Fortec Motorsports, sono due stagioni negative, Williams non riesce a conquistare nessun podio. Nel 2019, a cavallo tra le due stagioni della serie spagnola, Williams torna a correre in patria, nella Toyota Racing Series con il team MTEC Motorsport arrivando ottavo in classifica.

### Formula 3

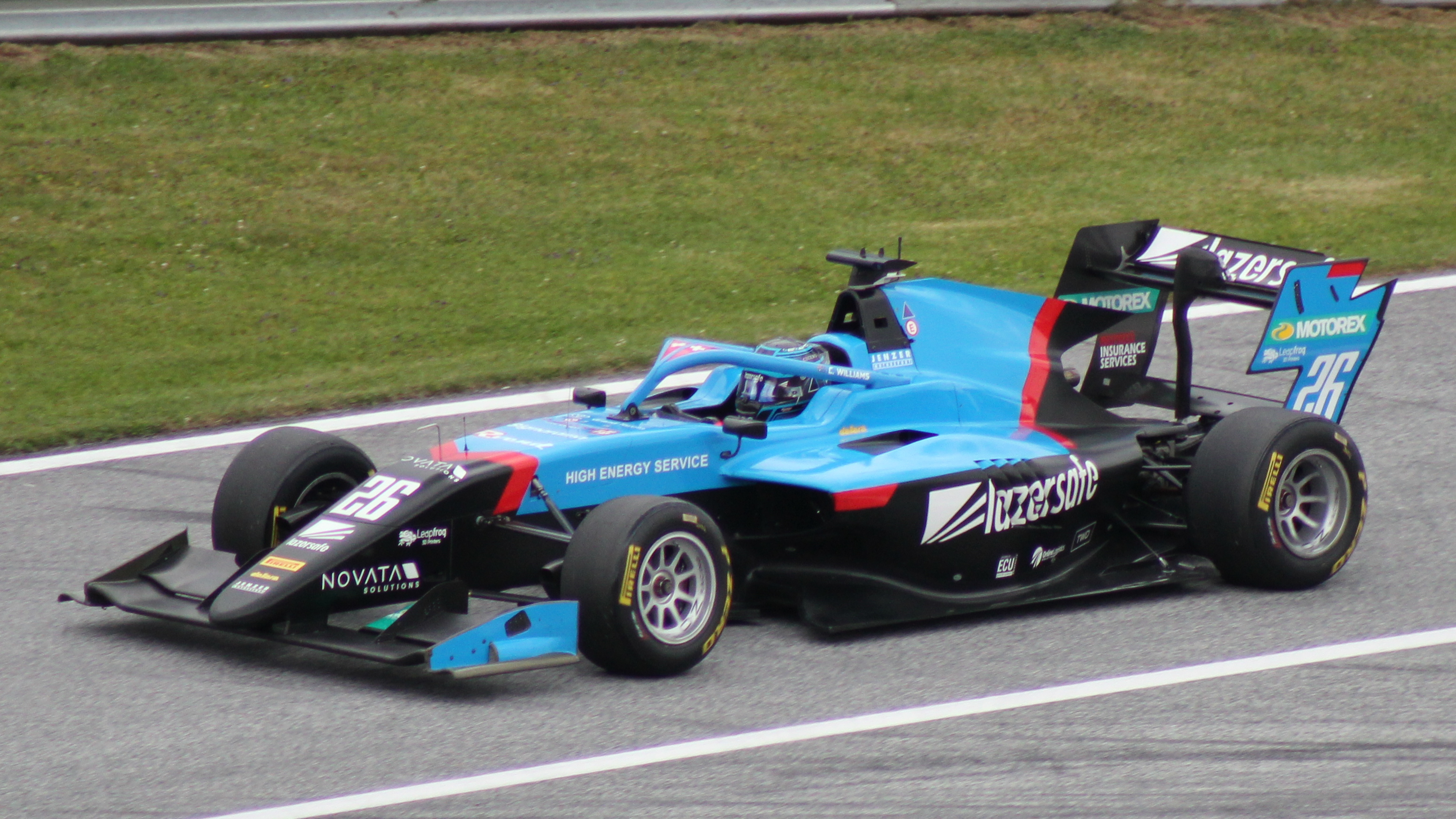
Williams in Austria nel 2021

Nell'ottobre 2019, il team svizzero Jenzer Motorsport annuncia Williams per la stagione 2020 dalla Formula 3. Tuttavia, il suo miglior risultato è un 14º posto, senza aver ottenuto nessun punto finisce la stagione in 31º posizione in classifica dietro anche ai suoi compagni Matteo Nannini e Federico Malvestiti.
Williams viene confermato dal team svizzero per la stagione 2021, insieme a Pierre-Louis Chovet e Filip Ugran. Grazie alla griglia invertita il pilota australiano parte in pole nella prima gara del Paul Ricard e chiude la gara al terzo posto dietro a Aleksandr Smoljar e Victor Martins. A Spa-Francorchamps viene coinvolto con altre tre vetture in un incidente, da cui tutti i piloti escono senza ferite. Chiude la seconda stagione in F3 al 19º posto con quindici punti conquistati.

### Formula 2

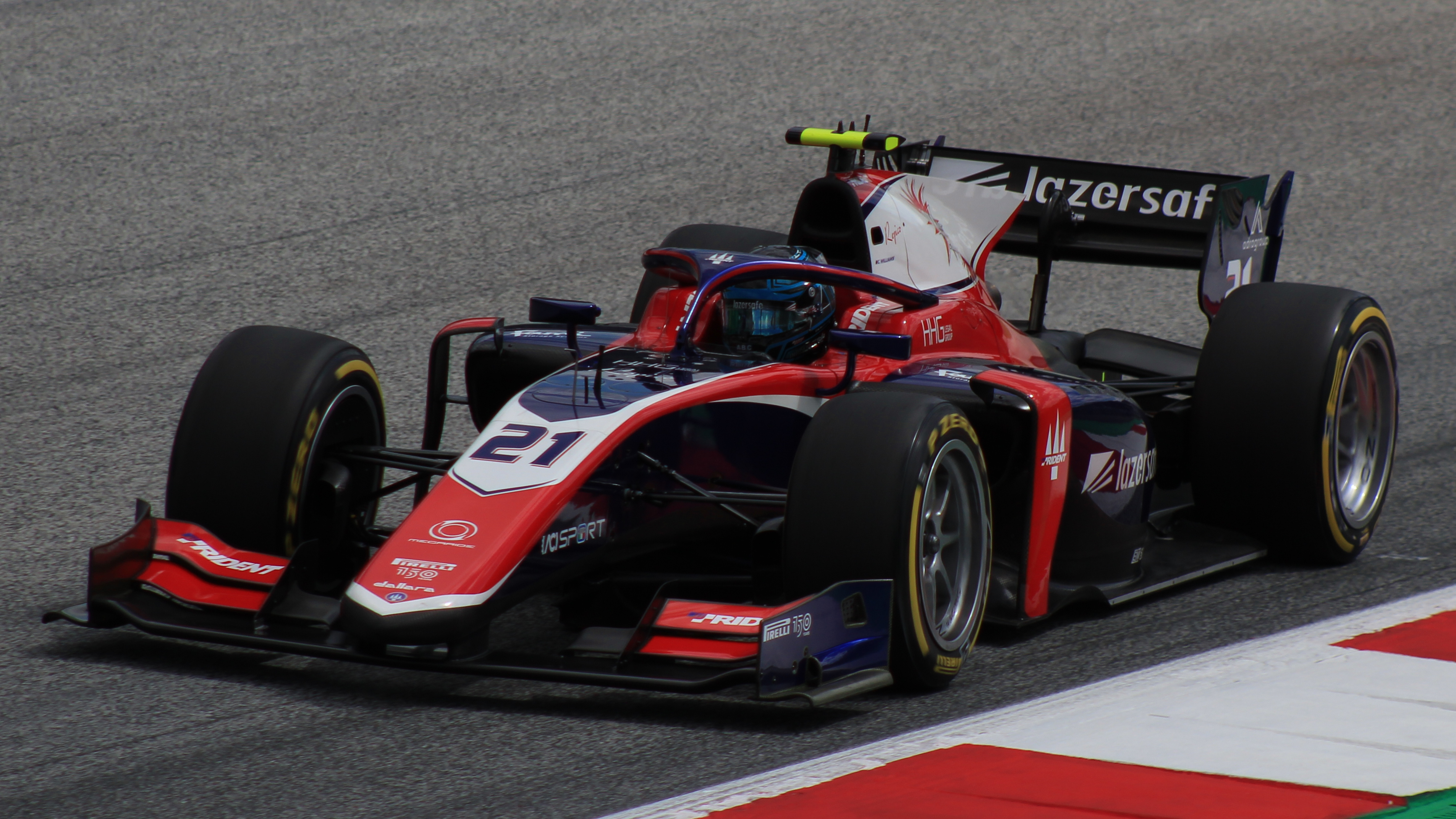
Williams in Formula 2.

Nel dicembre del 2021 Williams viene scelto dal team Trident per partecipare ai test post stagionali della Formula 2 a Yas Marina. Il 12 gennaio il team italiano annuncia Williams come suo pilota per la stagione 2022.
Ottiene un quarto posto nella Sprint Race di Gedda, un ottimo risultato che però rimane l'unico piazzamento a punti nel corso della stagione. Williams decide di saltare l'ultimo round stagionale affermando di preferire di concentrarsi sui suoi passi futuri nel motorsport, chiudendo quindi l'annata al 23º posto in classifica.

### GT World Challenge Europe
Nel 2023 lascia le corse in monoposto passando alle GT, Williams viene ingaggiato dal Team WRT, scuderia ufficiale del marchio BMW, per partecipare al GT World Challenge Europe.

## Risultati

### Riassunto della carriera
| Stagione | Categoria                            | Team                           | Gare | Vittorie | Pole | G/veloci | Podi | Punti | Pos. |
| -------- | ------------------------------------ | ------------------------------ | ---- | -------- | ---- | -------- | ---- | ----- | ---- |
| 2015     | Western Australian Formula Ford      | Grand Toyota/Impressions Homes | 9    | 0        | 1    | 4        | 3    | 142   | 10º  |
| 2016     | Western Australian Formula Ford      | Fastlane Racing                | 21   | 5        | 6    | 8        | 12   | 363   | 2º   |
| 2017     | Formula 3 australiana Premier Series | Gilmour Racing                 | 17   | 11       | 6    | 15       | 16   | 232   | 1°   |
| 2018     | Euroformula Open                     | Fortec Motorsports             | 12   | 0        | 0    | 0        | 0    | 25    | 11º  |
| 2018     | Formula 3 spagnola                   | Fortec Motorsports             | 2    | 0        | 0    | 0        | 0    | 2     | 18º  |
| 2019     | Euroformula Open                     | Fortec Motorsports             | 18   | 0        | 0    | 0        | 0    | 53    | 13º  |
| 2019     | Toyota Racing Series                 | MTEC Motorsport                | 15   | 0        | 0    | 0        | 0    | 183   | 8º   |
| 2020     | Formula 3                            | Jenzer Motorsport              | 18   | 0        | 0    | 0        | 0    | 0     | 31º  |
| 2021     | Formula 3                            | Jenzer Motorsport              | 20   | 0        | 0    | 0        | 1    | 15    | 19º  |
| 2022     | Formula 2                            | Trident Motorsport             | 26   | 0        | 0    | 0        | 0    | 5     | 23º  |
| 2023     | GTWCE Sprint Cup - Gold Cup          | Team WRT                       | 10   | 4        | 1    | 2        | 6    | 113.5 | 1°   |
| 2023     | GTWCE Endurance Cup - Gold Cup       | Team WRT                       | 5    | 0        | 0    | 0        | 3    | 78    | 5º   |

* Stagione in corso.

### Risultati in Euroformula Open
(legenda) (Le gare in grassetto indicano la pole position) (Le gare in corsivo indicano Gpv)
| Stagione | Team              | 1   | 2   | 3   | 4   | 5   | 6   | 7   | 8   | 9   | 10  | 11  | 12  | 13  | 14  | 15  | 16  | 17  | 18  | Punti | Pos. |
| -------- | ----------------- | --- | --- | --- | --- | --- | --- | --- | --- | --- | --- | --- | --- | --- | --- | --- | --- | --- | --- | ----- | ---- |
| 2018     | Fortec Motorsport | EST | EST | LEC | LEC | SPA | SPA | HUN | HUN | SIL | SIL | MNZ | MNZ | JER | JER | CAT | CAT |     |     | 25    | 11º  |
| 2018     | Fortec Motorsport | 14  | 11  | Rit | 12  | 7   | 14  | 6   | 11  | 9   | 8   | 10  | 8   |     |     |     |     |     |     | 25    | 11º  |
| 2019     | Fortec Motorsport | LEC | LEC | PAU | PAU | HOC | HOC | SPA | SPA | HUN | HUN | RBR | RBR | SIL | SIL | CAT | CAT | MNZ | MNZ | 54    | 13º  |
| 2019     | Fortec Motorsport | 12  | 16  | 7   | 11  | 15  | 9   | 12  | 8   | 8   | 8   | 4   | 5   | 10  | 7   | 14  | 14  | 16  | 10  | 54    | 13º  |

### Risultati in Formula 3
(legenda) (Le gare in grassetto indicano la pole position) (Le gare in corsivo indicano Gpv)
| Stagione | Team              | 1    | 2    | 3    | 4    | 5   | 6   | 7    | 8    | 9    | 10   | 11  | 12  | 13  | 14  | 15  | 16  | 17  | 18  | 19  | 20  | 21  | Punti | Pos. |
| -------- | ----------------- | ---- | ---- | ---- | ---- | --- | --- | ---- | ---- | ---- | ---- | --- | --- | --- | --- | --- | --- | --- | --- | --- | --- | --- | ----- | ---- |
| 2020     | Jenzer Motorsport | RBR1 | RBR1 | RBR2 | RBR2 | HUN | HUN | SIL1 | SIL1 | SIL2 | SIL2 | CAT | CAT | SPA | SPA | MNZ | MNZ | MUG | MUG |     |     |     | 0     | 31º  |
| 2020     | Jenzer Motorsport | 21   | 17   | 25   | 24   | Rit | 15  | 14   | 14   | Rit  | Rit  | 25  | 14  | 16  | 25  | 25  | 18  | 19  | 21  |     |     |     | 0     | 31º  |
| 2021     | Jenzer Motorsport | CAT  | CAT  | CAT  | LEC  | LEC | LEC | RBR  | RBR  | RBR  | HUN  | HUN | HUN | SPA | SPA | SPA | ZAN | ZAN | ZAN | SOC | SOC | SOC | 15    | 19º  |
| 2021     | Jenzer Motorsport | 18   | 11   | 21   | 3    | 8   | 12  | 16   | 15   | 9    | 17   | 24  | 17  | 24  | Rit | 18  | 16  | 22  | 18  | 19  | C   | 12  | 15    | 19º  |

### Risultati in Formula 2
(legenda) (Le gare in grassetto indicano la pole position) (Le gare in corsivo indicano Gpv)
| Anno | Team    | 1   | 2   | 3   | 4   | 5   | 6   | 7   | 8   | 9   | 10  | 11  | 12  | 13  | 14  | 15  | 16  | 17  | 18  | 19  | 20  | 21  | 22  | 23  | 24  | 25  | 26  | 27  | 28  | Punti | Pos. |
| ---- | ------- | --- | --- | --- | --- | --- | --- | --- | --- | --- | --- | --- | --- | --- | --- | --- | --- | --- | --- | --- | --- | --- | --- | --- | --- | --- | --- | --- | --- | ----- | ---- |
| 2022 | Trident | BHR | BHR | JED | JED | IMO | IMO | CAT | CAT | MON | MON | BAK | BAK | SIL | SIL | RBR | RBR | PAU | PAU | HUN | HUN | SPA | SPA | ZAN | ZAN | MNZ | MNZ | YMC | YMC | 5     | 23º  |
| 2022 | Trident | 15  | Rit | 4   | 13  | 14  | 16  | 16  | 11  | 14  | 16  | 16  | 16  | 17  | 16  | 14  | 17  | 13  | 11  | 11  | 17  | 16  | 16  | 18  | 11  | 14  | Rit |     |     | 5     | 23º  |

### Risultati GT World Challenge Europe

#### Sprint Cup
| Anno    | Team     | Auto       | Classe   | BRH | BRH | MIS | MIS | HOC | HOC | VAL | VAL | ZAN | ZAN | Punti | Pos. |
| ------- | -------- | ---------- | -------- | --- | --- | --- | --- | --- | --- | --- | --- | --- | --- | ----- | ---- |
| 2023    | Team WRT | BMW M4 GT3 | Gold Cup | 4   | 1   | 2   | 1   | 1   | 4   | Rit | 4   | 2   | 1   | 113.5 | 1°   |
| Anno    | Team     | Auto       | Classe   | BRH | BRH | MIS | MIS | HOC | HOC | MAG | MAG | CAT | CAT | Punti | Pos. |
| 2024    | Team WRT | BMW M4 GT3 | Pro      | 7   | 15  | 6   | 10  |     |     |     |     |     |     | 7*    |      |
| Legenda |          |            |          |     |     |     |     |     |     |     |     |     |     |       |      |

* Stagione in corso.

#### Endurance Cup
| Anno    | Team              | Auto       | Classe     | MON | PAU | SPA | NUR | BAR | Punti | Pos. |
| ------- | ----------------- | ---------- | ---------- | --- | --- | --- | --- | --- | ----- | ---- |
| 2023    | Team WRT          | BMW M4 GT3 | Gold Cup   | 3   | Rit | 2   | 3   | 5   | 78    | 5°   |
| Anno    | Team              | Auto       | Classe     | PAU | SPA | NUR | MON | JED | Punti | Pos. |
| 2024    | OQ by Oman Racing | BMW M4 GT3 | Bronze Cup | 38  | Rit |     |     |     | 1*    |      |
| Legenda |                   |            |            |     |     |     |     |     |       |      |

* Stagione in corso.